# EHF-Pokal der Frauen 2003/04
Am EHF-Pokal 2003/04 nahmen 56 Handball-Vereinsmannschaften teil, die sich in der vorangegangenen Saison in ihren Heimatligen für den Wettbewerb qualifiziert hatten. Es war die 23. Austragung des EHF-Pokals bzw. des IHF-Pokals. Titelverteidiger war Slagelse FH. Die Pokalspiele begannen am 13. September 2003, das zweite Finalspiel fand am 23. Mai 2004 statt. Im Finale konnte sich Viborg HK gegen Győri ETO KC durchsetzen.

## Runde 1
Die Hin‐ und Rückspiele fanden zwischen dem 13. und 20. September 2003 statt.
|                      | Gesamt |                      | Hinspiel | Rückspiel |
| -------------------- | ------ | -------------------- | -------- | --------- |
| RK Ljubuški          | 67:47  | Youth Union Athienou | 35:25    | 32:22     |
| Pallamano Dossobuono | 43:58  | IK Lågan Hörby       | 28:27    | 15:31     |
| HMRK Zrinjski Mostar | 55:35  | HB Dudelange         | 32:18    | 23:17     |

## Runde 2
Die Hin‐ und Rückspiele fanden zwischen dem 11. und 19. Oktober 2003 statt.
|                             | Gesamt |                      | Hinspiel | Rückspiel |
| --------------------------- | ------ | -------------------- | -------- | --------- |
| HC Galychanka Lwiw          | 43:53  | IK Lågan Hörby       | 19:19    | 24:34     |
| ŽRK Knjaz Miloš             | 62:56  | LC Brühl             | 31:24    | 31:32     |
| Kastamonu Gençlik MSK       | 0:20   | BNTU Minsk           | 0:10     | 0:10      |
| McDonald’s Wr. Neustadt     | 54:53  | Fehérvár KC          | 28:22    | 26:31     |
| RK Tutunski Kombinat Prilep | 34:90  | Randers HK           | 17:50    | 17:40     |
| BM Bera Bera                | 58:29  | Gorodnichanka Grodno | 28:12    | 30:17     |
| TSV St. Otmar St. Gallen    | 61:74  | Napredak Kruševac    | 33:36    | 28:38     |
| IUVENTA Michalovce          | 58:44  | HV Quintus           | 29:24    | 29:20     |
| GK Rostow am Don            | 71:36  | RK Ljubuški          | 39:17    | 32:19     |
| CS Râmnicu Vâlcea           | 69:29  | HMRK Zrinjski Mostar | 35:15    | 34:14     |
| RK Žalec                    | 92:30  | SPE Strovolou        | 52:13    | 40:17     |
| ŽRK Vardar Skopje           | 33:58  | OF Nea Ionia         | 21:28    | 12:30     |
| GK Astrachanotschka         | 63:40  | Handball Salerno     | 36:20    | 27:20     |
| Slovan Duslo Šaľa           | 58:43  | Madeira Andebol SAD  | 31:16    | 27:27     |
| Zeeman Vastgoed SEW         | 56:40  | CS Madeira           | 31:20    | 25:20     |
| Tertnes IL                  | 47:54  | SD Itxako Estella    | 23:23    | 24:31     |

## Runde 3
Die Hin‐ und Rückspiele fanden zwischen dem 9. und 18. Januar 2004 statt.
|                         | Gesamt  |                          | Hinspiel | Rückspiel |
| ----------------------- | ------- | ------------------------ | -------- | --------- |
| Våg Vipers HK           | 73:34   | OF Nea Ionia             | 37:13    | 36:21     |
| Slovan Duslo Šaľa       | 39:60   | Viborg HK                | 16:33    | 23:27     |
| GK Astrachanotschka     | 59:52   | MKS Piotrków Trybunalski | 36:22    | 23:30     |
| ESBF Besançon           | 52:44   | ŽRK Knjaz Miloš          | 32:22    | 20:22     |
| McDonald’s Wr. Neustadt | 50:64   | Rapid Bukarest           | 29:34    | 21:30     |
| Randers HK              | 48:52   | Nordstrand Håndball      | 22:22    | 26:30     |
| GAS Anagennisi Artas    | 58:47   | GK Rostow am Don         | 33:27    | 25:20     |
| GP Skopje               | 50:50 * | RK Žalec                 | 27:22    | 23:28     |
| Napredak Kruševac       | 64:72   | Dijon Bourgogne Handball | 35:37    | 29:35     |
| IUVENTA Michalovce      | 51:60   | Buxtehuder SV            | 25:31    | 26:29     |
| BNTU Minsk              | 34:68   | Dynamo Wolgograd         | 16:40    | 18:28     |
| ŽRK Osijek              | 44:48   | Zeeman Vastgoed SEW      | 25:29    | 19:19     |
| GOG Gudme               | 63:47   | IK Lågan Hörby           | 31:21    | 32:26     |
| CS Râmnicu Vâlcea       | 47:54   | Győri ETO KC             | 21:25    | 26:29     |
| SD Itxako Estella       | 57:42   | RK Piran                 | 26:25    | 31:17     |
| ŽRK Koprivnica          | 65:59   | BM Bera Bera             | 34:27    | 31:32     |

## Achtelfinals
Die Hinspiele fanden am 14./15. Februar 2005 statt und die Rückspiele am 21./22. Februar 2004.
|                          | Gesamt |                     | Hinspiel | Rückspiel |
| ------------------------ | ------ | ------------------- | -------- | --------- |
| Dynamo Wolgograd         | 55:44  | Buxtehuder SV       | 25:20    | 30:24     |
| ESBF Besançon            | 58:61  | Våg Vipers HK       | 32:30    | 26:31     |
| GK Astrachanotschka      | 43:51  | Nordstrand Håndball | 24:21    | 19:30     |
| GP Skopje                | 48:37  | Zeeman Vastgoed SEW | 19:16    | 29:21     |
| Dijon Bourgogne Handball | 58:67  | Rapid Bukarest      | 27:33    | 31:34     |
| SD Itxako Estella        | 52:59  | Győri ETO KC        | 30:26    | 22:33     |
| GAS Anagennisi Artas     | 53:72  | GOG Gudme           | 25:37    | 28:35     |
| Viborg HK                | 71:62  | ŽRK Koprivnica      | 37:27    | 34:35     |

## Viertelfinals
Die Hinspiele fanden am 13./14. März 2004 statt und die Rückspiele am 20./21. März 2004.
|                  | Gesamt |                     | Hinspiel | Rückspiel |
| ---------------- | ------ | ------------------- | -------- | --------- |
| GOG Gudme        | 51:55  | Győri ETO KC        | 28:26    | 23:29     |
| Våg Vipers HK    | 74:57  | GP Skopje           | 41:33    | 33:24     |
| Viborg HK        | 58:54  | Rapid Bukarest      | 30:29    | 28:25     |
| Dynamo Wolgograd | 49:59  | Nordstrand Håndball | 26:26    | 23:33     |

## Halbfinals
Die Hinspiele fanden am 17./18. April 2004 statt und die Rückspiele am 24. April 2004.
|                     | Gesamt |               | Hinspiel | Rückspiel |
| ------------------- | ------ | ------------- | -------- | --------- |
| Győri ETO KC        | 55:49  | Våg Vipers HK | 29:20    | 26:29     |
| Nordstrand Håndball | 50:56  | Viborg HK     | 26:25    | 24:31     |

## Finale
Das Hinspiel fand am 16. Mai 2004 in Győr statt und das Rückspiel am 23. Mai 2004 in Aarhus.
|              | Gesamt |           | Hinspiel | Rückspiel |
| ------------ | ------ | --------- | -------- | --------- |
| Győri ETO KC | 48:64  | Viborg HK | 27:27    | 21:37     |